# Khuda Bakhsh

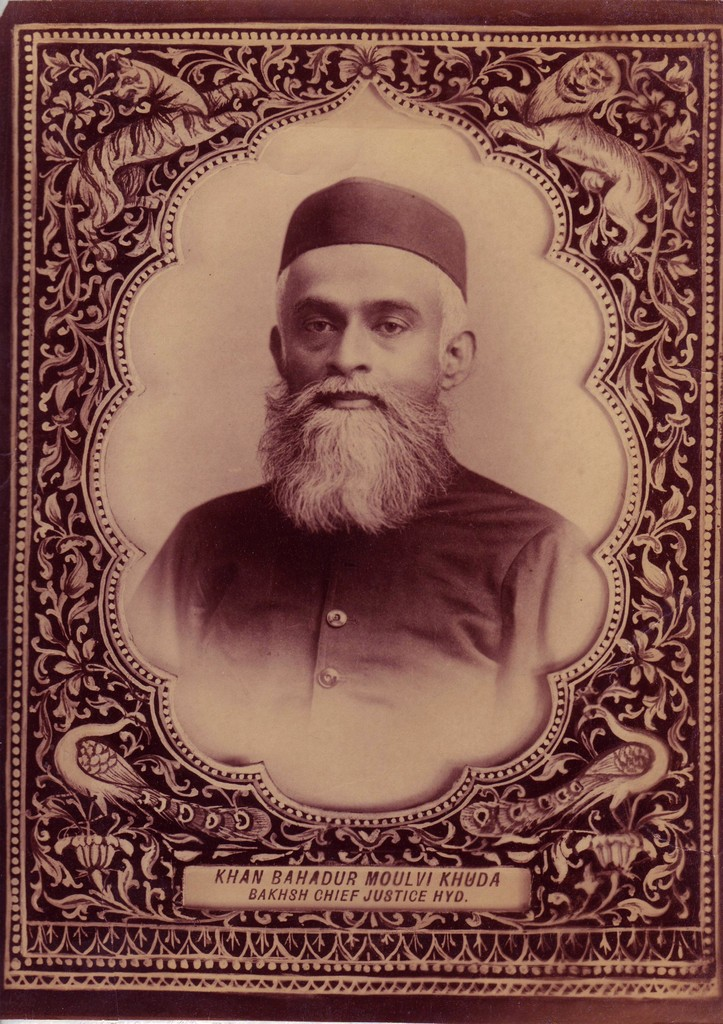
Khuda Bakhsh, um 1880

Sir Khan Bahadur Khuda Bakhsh OIE (Urdu خدا بخش خان, Hindi खुदाबक़्श), geb. 2. August 1842 im Dorf Ukhai bei Siwan im Distrikt von Chhapra/Bihar, gestorben 3. August 1908 in Patna/Bihar, war ein angloindischer muslimischer Jurist und Bücherliebhaber. Seine Sammlung von Manuskripten und Büchern bilden den Grundstock der nach ihm benannten Khuda Bakhsh Oriental Library in Patna/Bihar.

## Leben

### Familie, Ausbildung
Khuda Bakhsh entstammte einer Familie von muslimischen Rechtsgelehrten, die schon den Mogulkaiser Aurangzeb (1618–1707) bei der Zusammenstellung seiner Gesetzessammlung „Fatawa-al-Alamgiri“ beraten hatte. Nach dem Besuch der High School (Oberschule) in Patna studierte er bis 1869 Jura an der University of Calcutta; nach dem Abschluss des Studiums nahm er in Patna eine erfolgreiche Tätigkeit als Rechtsanwalt auf. Aufgrund seiner Erfolge wurde er bald Public Prosecutor (Staatsanwalt).

## Berufstätigkeit und Aufbau der Sammlung
Bereits von seinem Vater hatte Khuda Bakhsh die Leidenschaft für das Sammeln von seltenen arabischen und persischen Manuskripten geerbt; als der Vater 1876 schwer erkrankte und aufgrund einer Lähmung ans Bett gefesselt war, ließ er sich von seinem Sohn versprechen, die bis dahin gesammelten Bestände (etwa 1400 Handschriften, von denen er 300 selbst geerbt hatte) zu pflegen, zu mehren und in eine fromme Stiftung islamischen Rechts (waqf) zu überführen.
Khuda Bakhsh kam dieser Aufgabe trotz der anfangs finanziell bedrängten Lage seiner Familie neben seiner juristischen Berufstätigkeit nach, wobei ihm bald der Ruf eines besessenen Manuskriptjägers vorauseilte, der sich, auch unter persönlichen Opfern, gegen internationale und lokale Konkurrenz, in der islamischen Welt von Andalusien über Marokko und Ägypten bis Indien, in den Besitz seltener Handschriften zu setzen wusste. Er warb den arabischen Handschriftenjäger Muhammad Makki – „that juwel of a book-hunter“ – aus Hyderabad ab, der nun gegen ein festes Gehalt (plus Kommission) die nächsten 18 Jahre den Nahen und Mittleren Osten nach interessanten Erwerbungen für Khuda Bakhsh absuchte. Den einheimischen Handschriftenhändlern, die ihn aufsuchten, erstattete Khuda Bakhsh den doppelten Preis für ihre Bahntickets, auch wenn er nichts kaufte; dadurch gelang es ihm bald, stets als erster in Indien Neuerwerbungen angeboten zu bekommen.
Zahlreiche Schenkungen seltener Handschriften gingen im Lauf der Zeit auf den wachsenden Ruf der Bibliothek zurück. In ihr vereinigten sich, wenigstens teilweise, die durch Kriegswirren mehrfach zerstreuten Handschriftenbestände der Höfe von Bijapur, Hyderabad, Lucknow/Oudh und Delhi, aber auch aus dem ehemals muslimischen al Andalus (Andalusien), darunter Bände aus der 1236 im Zuge der Reconquista eroberten Stadt Córdoba.

### Stiftung der Oriental Public Library
1891 wandelte Khuda Bakhsh die inzwischen auf 4000 Manuskripte angewachsene Sammlung, deren Wert offiziell auf über Rs. 250.000 (₤ 16.666) geschätzt wurde, in eine öffentliche Stiftung um und stiftete zugleich das dazugehörige Bibliotheksgebäude (Wert: Rs. 80.000) sowie die europäischen Buchbestände (Wert: ca. Rs. 100.000). Die Stiftung wurde im gleichen Jahr durch den Vizegouverneur von Bengalen und Bihar, Charles Alfred Elliott, unter dem Namen „Oriental Public Library“ offiziell eingeweiht. Gleichzeitig erhielt Khuda Bakhsh den Ehrentitel Khan Bahadur.

### Öffentliche Tätigkeit
1877 wurde Khuda Bakhsh aufgrund seines Ansehens zum ersten Vizepräsident des von Lord Ripon neu eingerichteten Selbstverwaltungsgremiums, der Patna Municipality und des Patna District Board. 1891 erhielt er den Titel „Khan Bahadur“. 1894 erreichte er den Gipfel seiner Karriere, als man an als Chief Justice (Vorsitzenden Richter) an den High Court (Obergericht) von Hyderabad/Dekkan berief. Seit seiner Pensionierung im Jahr 1898 lebte er wieder in Patna.
1903 wurde er für seinen Beitrag auf dem Gebiet der Bildung und Literatur mit dem Titel „CIB“ geehrt. Anlässlich seines Besuches in Patna im Jahr 1903 ordnete der damalige Vizekönig, Lord Curzon, einen Bibliotheksneubau an, ferner die Pflege und weitere katalogmäßige Erschließung der Bestände durch den Persischprofessor, Orientalisten und Leiter des Madrasa Muslim College in Calcutta, Edward Denison Ross (1871–1940). Im gleichen Jahr erhielt Khuda Bakhsh in Anerkennung seiner Verdienste den britischen Orden Companion of the Order of the Indian Empire (C.I.E.).

### Erkrankung und Tod
Khuda Bakhsh litt gegen Lebensende an Lähmungserscheinungen und geistigem Verfall, die ihm keine weitere Berufstätigkeit mehr erlaubten; die Stiftung hatte ihn seine gesamten Ersparnisse gekostet, so dass die Regierung von Bengalen für seine medizinische Versorgung aufkam, nach seinem Tod auch für die Schulden in Höhe von Rs. 6.000.
Sein Grab befindet sich auf dem Gelände der Bibliothek, die er gegründet hatte.
Khuda Bakhsh hatte vier Söhne, von denen zwei die literarischen und juristischen Interessen des Vaters teilten.

## Die Khuda Bakhsh Oriental Library in Patna

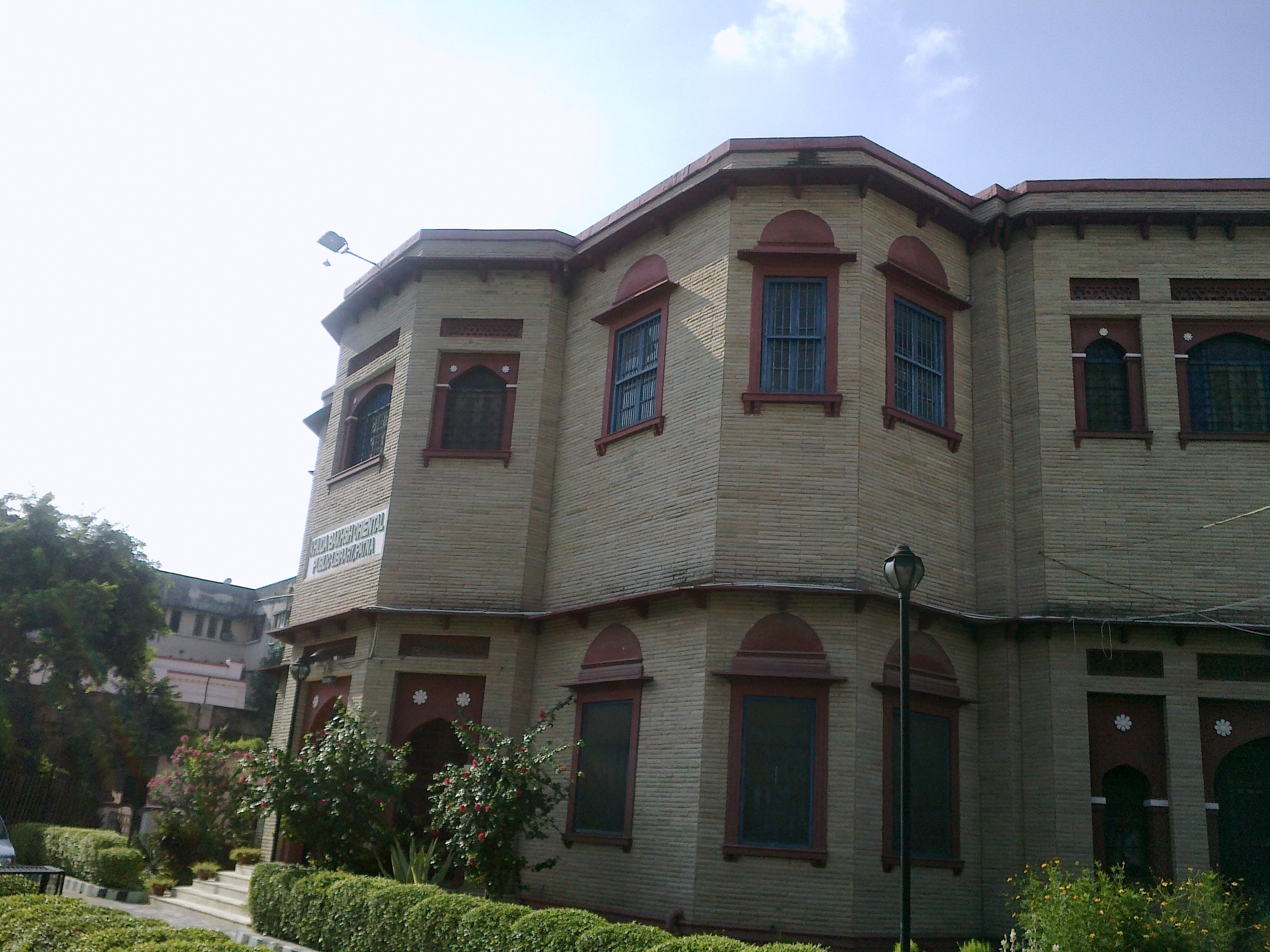
Khuda Baksh Oriental Library

Die drohende Auflösung oder Verlegung der Bibliothek anlässlich der Teilung des Landes im Jahr 1947 konnte verhindert werden. 1969 wurde die Bibliothek durch den 'Khuda Bakhsh Oriental Public Library Act' als nationales Kulturgut vom Staat übernommen. Sie hat den Status einer Nationalbibliothek und fungiert als selbständige Organisation unter Aufsicht des Ministeriums für Kultur der indischen Regierung, mit dem Gouverneur von Bihar als Vorsitzendem.
Heute birgt die Bibliothek außer ihren umfangreichen englisch- und anderssprachigen Buchbeständen (284 Tsd. gedruckte Bücher), mogulzeitlichen Gemälden, Zeichnungen und Kalligraphien 21.136 zum Teil einmalige Handschriften in arabischer, persischer, Urdu-, türkischer und Paschto-Sprache, u. a. das Timur Nama, Firdausis Shah Nama, Shahansha Nama, Padishah Nama, den Diwan des Hafis aus dem Besitz des Kaisers Jahangir, teilweise mit den Autographen der Mogulherrscher.
Die Bibliothek leidet derzeit unter Führungs- und Personalproblemen. Mangelnde Kenntnisse des Arabischen und Persischen haben von Anbeginn an die Nutzung der Bestände eingeschränkt. Ob der moderne Bibliotheksanbau – 2014 stand bereits der Rohbau – inzwischen fertiggestellt ist, geht aus der Bibliothekswebseite nicht hervor.

## Zitate
- „Er war der indische Bodley“; Sarkar 1917
- "Man nannte ihn zu Recht Khuda Bakhsh – 'Gottes Geschenk'; Sarkar 1917